# Stenmaglefyndet
Stenmaglefyndet eller Garbølle-asken (Danmarks runeindskrifter EM85;88) är ett danskt fornfynd av liten ask med urnordisk runinskription daterad till senromersk järnålder (ca 160–375 e.Kr.), hittad av en torvgrävare 1947 i Garbølle mosse, Stenmagle socken, idag hörande Sorø kommun på Västsjälland. Lådan är av idegransträ med skjutlock och påminner om ett gammaldags pennfodral.
Fyndet finns idag på Danska Nationalmuseet.

## Runinskriften

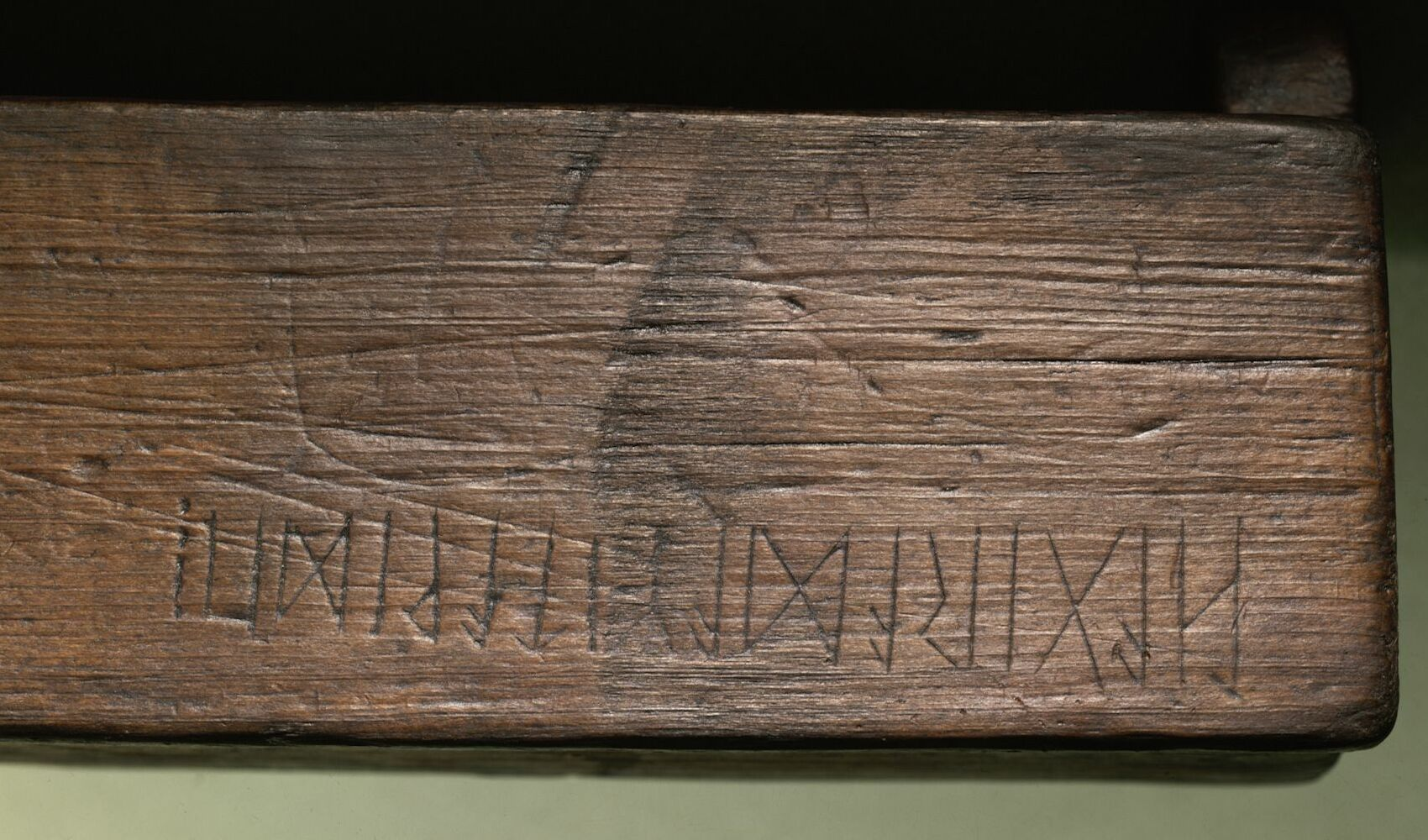
Runinskriften när asken är vänd med skjutlocket uppåt.

Runinskriften använder den äldre samgermanska runraden, så kallad äldre futhark. Raden är ristad upp och ner på asken när denna är vänd med skjutlocket uppåt men läses vänster till höger om rättvänd. Äldre runskrift saknar mellanrum och därför är texten svårtolkad. En ᛁ-runa (alternativt ett streck) har tolkats som ett skiljetecken och raden avslutas med en knottrig linje.
Allmän tolkning anger förledet som namnet Hagirādaʀ, på modern svenska ”Hagråd”, och efterledet som urnordiska verbet tawidē, kognat med äldre verbet ”tyade”, på äldre sydsvenska även ”töjade”, vilket enkelt kan översättas till 'gjorde', men vars egentliga bemärkelse ligger närmare 'tillverkade' eller 'bearbetade'. Skriften lär därför ungefär tyda: 'Gjord av Hagråd'.

### Runraden

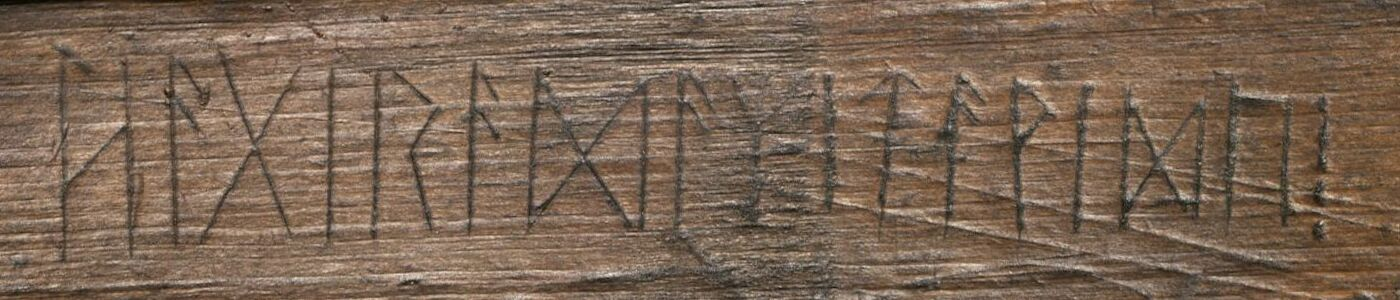
Rättvänd runinskrift: ᚺ ᚨ ᚷ ᛁ ᚱ ᚨ ᛞ ᚨ ᛉ ᛁ ᛏ ᚨ ᚹ ᛁ ᛞ ᛖ ᛬

Runskrift (äldre futhark):
ᚺᚨᚷᛁᚱᚨᛞᚨᛉᛁᛏᚨᚹᛁᛞᛖ᛬
Translitterering av runraden:
hagiradazitawide
Normalisering till urnordiska:
Hagirādaʀ|tawidē:
Direktöversättning:
Hagråd tyade (rikssvenska)
Hagråd töjade (äldre sydsvenska)
Översättning till nusvenska:
Gjord av Hagråd